# Ианнополь
Ианнополь — деревня в Антроповском муниципальном районе Костромской области. Входит в состав Котельниковского сельского поселения

## География
Находится в центральной части Костромской области на расстоянии приблизительно 45 км на юго-запад по прямой от поселка Антропово, административного центра района.

## История
В конце XIX — начале XX века деревня относилась к Галичскому уезду Костромской губернии. В 1907 году здесь было учтено 24 двора.

## Население
Постоянное население составляло 148 человек (1897 год), 164 (1907), 41 в 2002 году (русские 100 %), 12 в 2022.